# Tofu fermentado

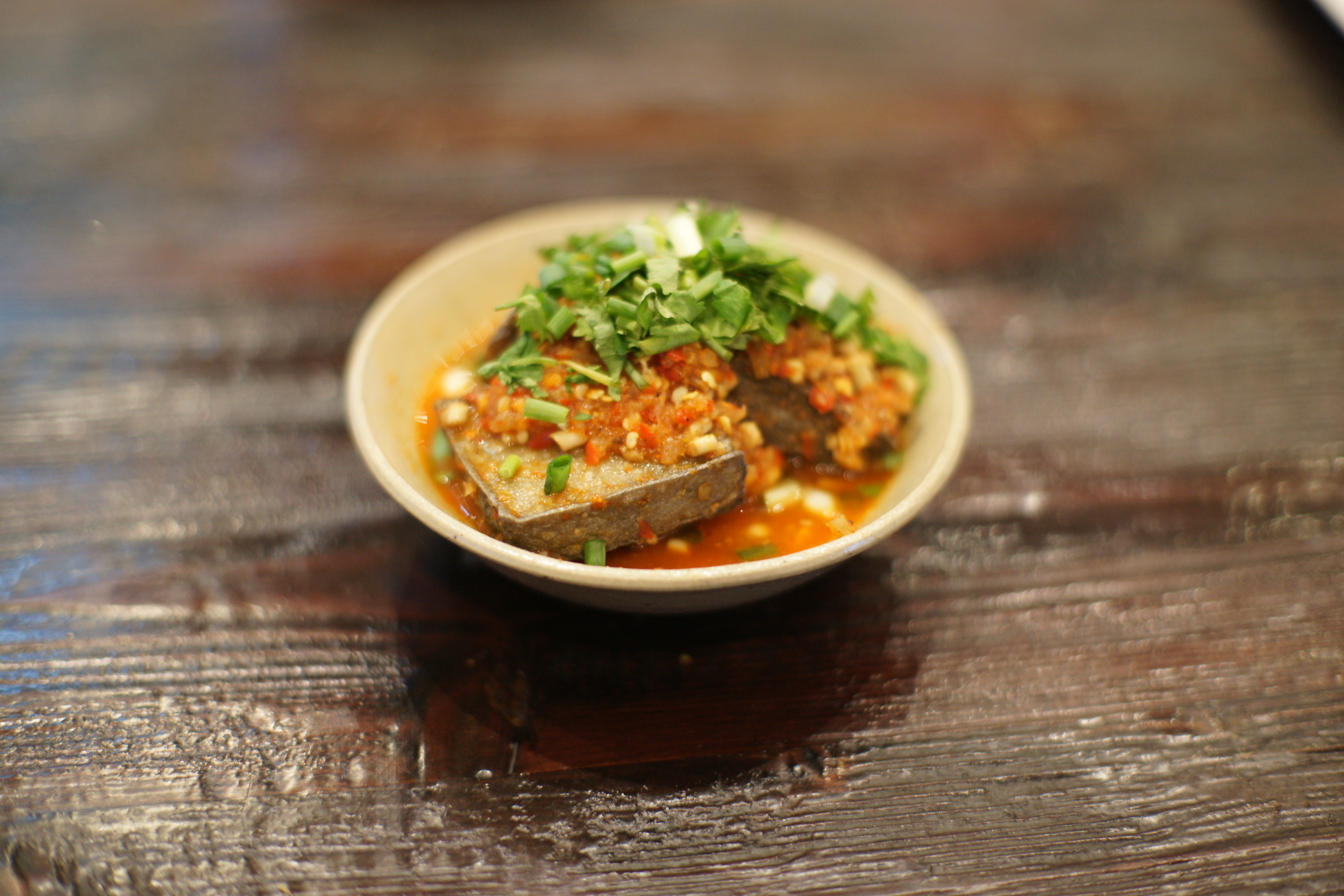
Tofu de Guilin, um dos "três tesouros" da cidade.

O tofu salgado (em chinês 豆腐乳) é um preparado de tofu muito habitual da cozinha chinesa, que se denomina também queijo de tofu ou tofu fermentado.

## Produção
Para produzir o tofu fermentado elaboram-se pequenas peças de tofu e deixam-se secar ao ar para que comecem a fermentar com as bactérias ali presentes. Algumas versões comerciais de tofu fermentado empregam esporos inoculados, que podem ser de Actinomucor elegans, Mucor racemosus ou Rhizopus spp.. Se põe o tofu seco fermentado em uma salmoura junto com outros ingredientes: vinho chinês, vinagre ou uma massa elaborada a base de arroz e soja. Às vezes se acrescenta arroz fermentado vermelho, cultivado com Monascus purpureus, para proporcionar-lhe cor vermelha.

## Características
O tofu salgado tem um sabor especial, algo similar aos produtos lácteos, em parte devido às proteínas que têm seu aparecimento durante o fermentação seca ao ar. Não possui um cheiro intenso e sua textura é úmida. No refrigerador pode chegar a conservar-se durante vários anos. Existe a crença popular de que seu sabor melhora com os anos.